# ガヴァルド
ガヴァルド（伊: Gavardo）は、イタリア共和国ロンバルディア州ブレシア県にある、人口約12,000人の基礎自治体（コムーネ）。

## 地理

### 位置・広がり

#### 隣接コムーネ
隣接するコムーネは以下の通り。
- ムスコリーネ
- パイトーネ
- プレヴァッレ
- プエニャーゴ・スル・ガルダ
- ロエ・ヴォルチャーノ
- サッビオ・キエーゼ
- ヴィッラヌオーヴァ・スル・クリージ
- ヴァッリオ・テルメ

### 地震分類
イタリアの地震リスク階級 (it) では、2 に分類される
。

## 行政

### 分離集落
ガヴァルドには、以下の分離集落（フラツィオーネ）がある。
- Limone, Marzatica, Sopraponte, Soprazocco

### 山岳部共同体
広域行政組織である山岳部共同体「ヴァッレ・サッビア山岳部共同体」 (it:Comunità montana della Valle Sabbia) （事務所所在地: ヴェストーネ）を構成するコムーネの一つである。